# أنتوني ووكر (لاعب دوري الرغبي)
أنتوني ووكر (بالإنجليزية: Anthony Walker)‏ هو لاعب دوري الرغبي بريطاني، ولد في 28 ديسمبر 1991 في إنجلترا في المملكة المتحدة.